# Санди Хук (Кентаки)
Санди Хук (енгл. Sandy Hook) град је у америчкој савезној држави Кентаки.

## Демографија
По попису из 2010. године број становника је 675, што је 3 (-0,4%) становника мање него 2000. године.
| Група             | 2000.       | 2010.       |
| Белци             | 673 (99,3%) | 656 (97,2%) |
| Афроамериканци    | 1 (0,1%)    | 4 (0,6%)    |
| Азијати           | 0 (0,0%)    | 1 (0,1%)    |
| Хиспаноамериканци | 0 (0,0%)    | 6 (0,9%)    |
| Укупно            | 678         | 675         |